# Kim DeCesare
Kimberly Mary DeCesare (* 11. August 1991 in Bethpage, New York) ist eine ehemalige US-amerikanische Fußballspielerin und -trainerin.

## Karriere
Während ihres Studiums an der Duke University spielte DeCesare für die dortige Hochschulmannschaft der Duke Blue Devils und lief parallel dazu von 2010 bis 2013 für den W-League-Teilnehmer Long Island Rough Riders auf, mit dem sie 2011 und 2012 jeweils als Meister der Northeast Division die Play-offs erreichte. Zudem absolvierte sie im Sommer 2012 ein Ligaspiel für den New York Athletic Club in der WPSL, in welchem sie umgehend einen Treffer erzielte. Im Januar 2014 wurde DeCesare beim College-Draft der NWSL in der vierten Runde an Position 34 von der Franchise der Boston Breakers unter Vertrag genommen, jedoch noch vor dem ersten Saisonspiel wieder freigestellt. In der Folge stand sie Boston als Amateurspielerin zur Verfügung und debütierte in dieser Rolle am 19. Juni im Heimspiel gegen den Seattle Reign FC als Einwechselspielerin. Anfang Juli 2014 wechselte DeCesare zum schwedischen Erstligisten Eskilstuna United, für den sie am 9. August im Heimspiel gegen den Vittsjö GIK debütierte und in diesem Spiel umgehend den 1:0-Siegtreffer erzielte. Von April 2015 bis Juli 2017 stand sie beim Sky Blue FC unter Vertrag, ehe sie zum niederländischen Erstligisten PSV Eindhoven wechselte.